# بدوطر مبقع
بدوطر مبقع (الاسم العلمي: Bodotria maculosa) هو نوع من المفصليات يتبع جنس البدوطر من الفصيلة البدوطرية.